# SEAT Córdoba
SEAT Córdoba (ісп. Córdoba, МФА: [ˈkoɾðoβa], Ко́рдова) — компактні седани, що вироблялися концерном Volkswagen на основі хетчбеків Ibiza з 1995 по 2009 роки.
Існують такі покоління SEAT Córdoba:
- SEAT Córdoba 1 (1993—2002)
- SEAT Córdoba 2 (2002—2008)

## Córdoba 6K (1993–2002)

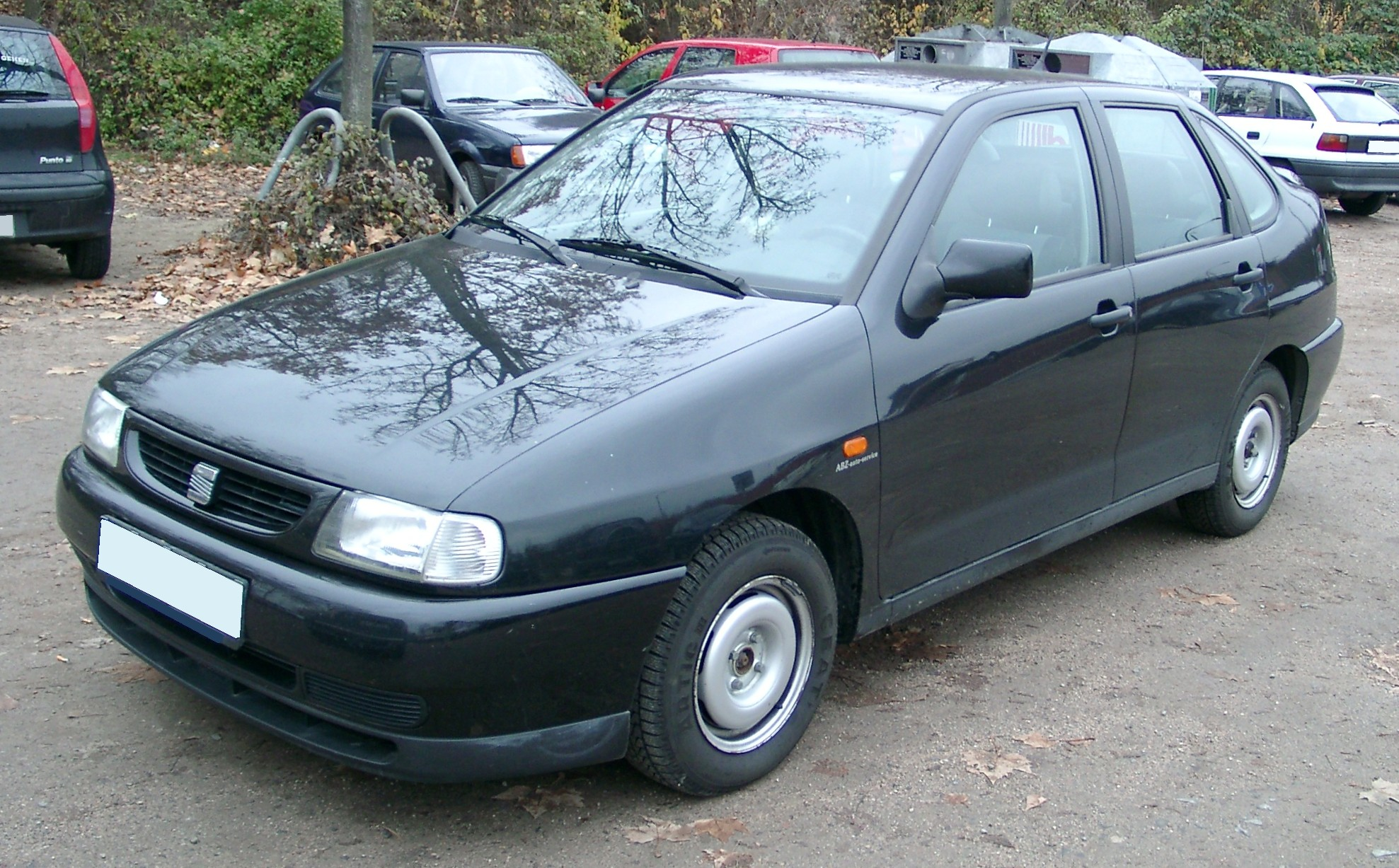
SEAT Córdoba 6K

На початку 1993 року представлена нова модель компанії SEAT під назвою Córdoba. Фактично це версія седан моделі Ibiza. Спочатку модель представлена в чотирьохдверній модифікації.
Навесні 1996 року, поряд з невеликими змінами в деталях, представлена дводверна модифікація.
У вересні 1996 року представлений універсал з іменем Cordoba Vario.
Cordoba була представлена в наступних комплектаціях: S, SE, SXE, CLX, GLX, GT, GTI і тільки для дводверних спортивних моделей - SX. Пізніше з'явилися варіанти Comfort і Exclusive. Існували також кілька спеціальних моделей, таких як Amaro, Aniversario, Spring, і Fresh, заснованих на основі комплектацій CLX і GLX.

### Córdoba 6K GP01 (1999–2002)

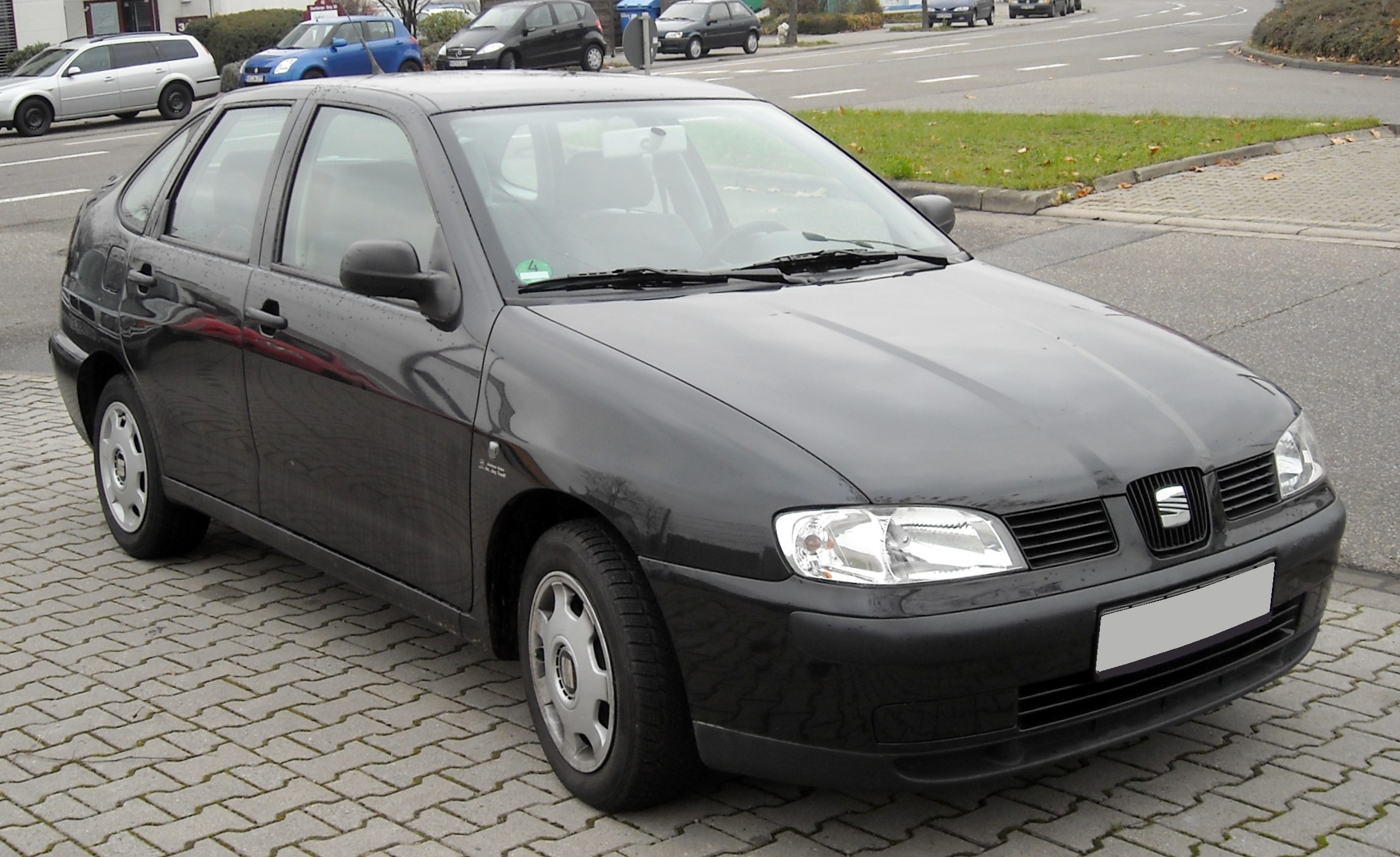
SEAT Córdoba 6K GP01

Влітку 1999 року SEAT Córdoba модернізували (заводський індекс: 6K GP01).

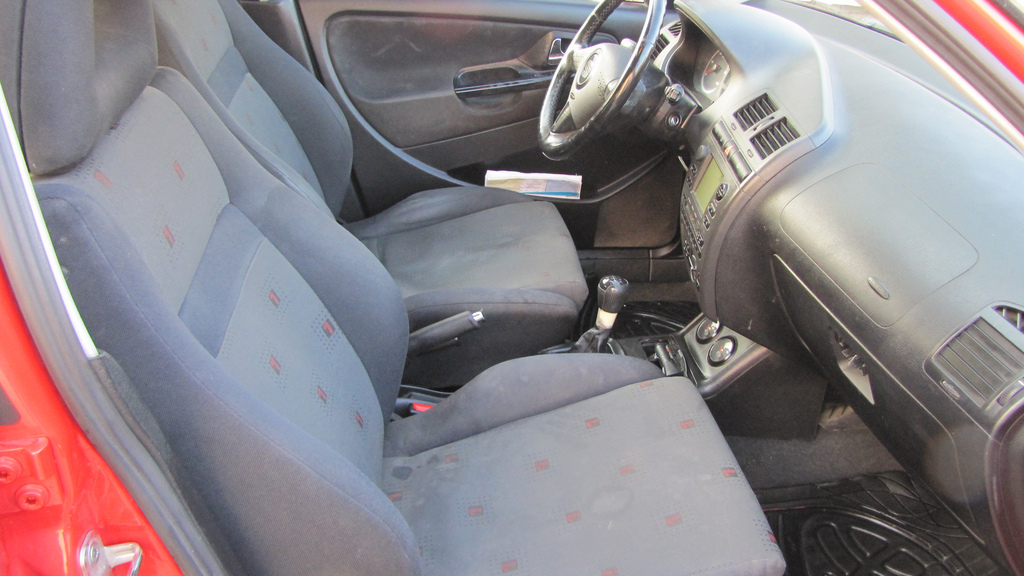

Як і його попередник, автомобіль доступний в кузовах двох-і чотирьох-дверний седан і п'ятидверний універсал Vario. Комплектації були перейменовані і тепер називаються, Stella, Signo, Freeze та Sport. Крім того, були додані дводверну спортивну версію з 1,9 л TDI (110 к.с.) і Córdoba Cupra на 1.8 T (156 к.с.).

## Córdoba 6L (2002–2008)

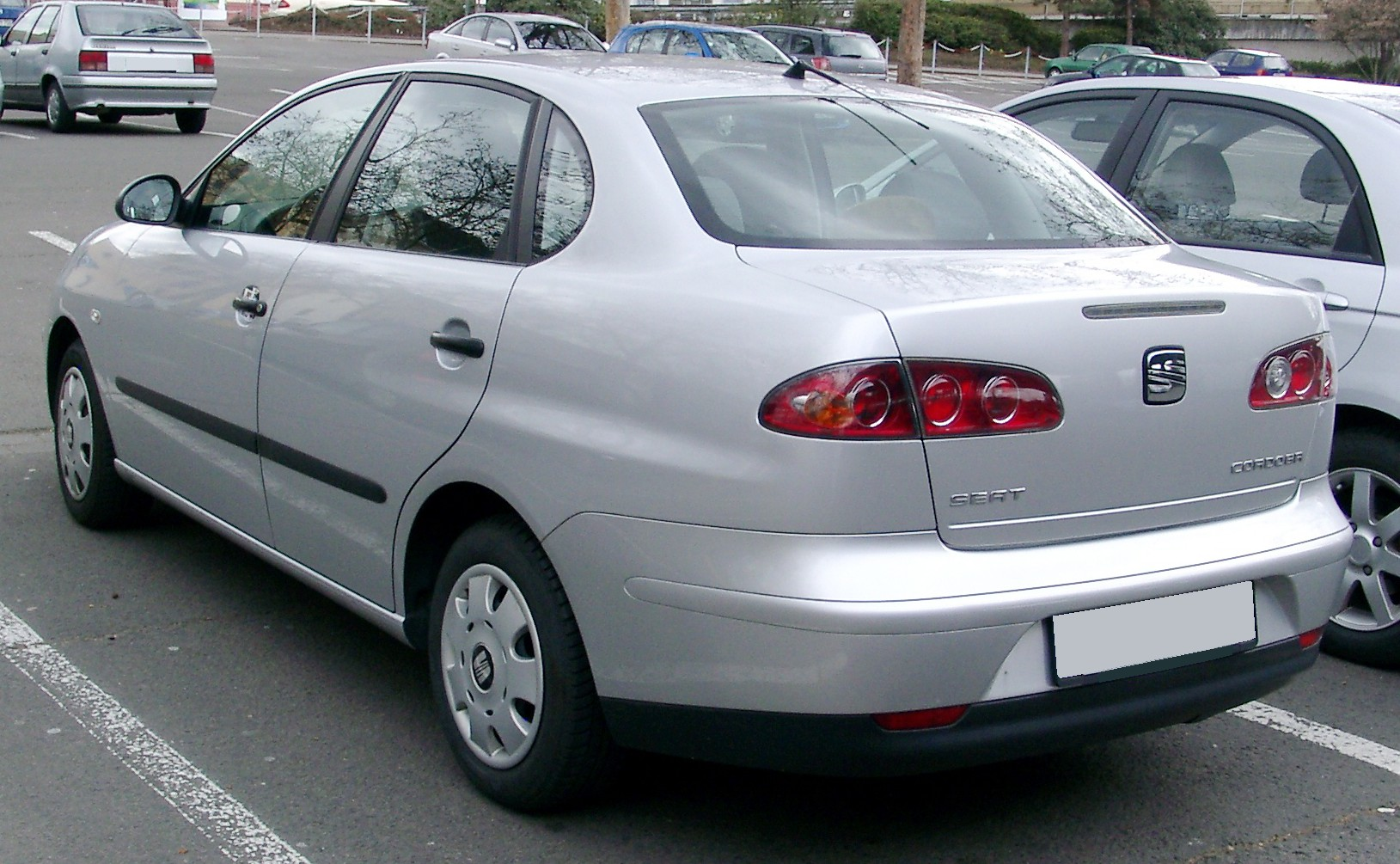
SEAT Córdoba 6L

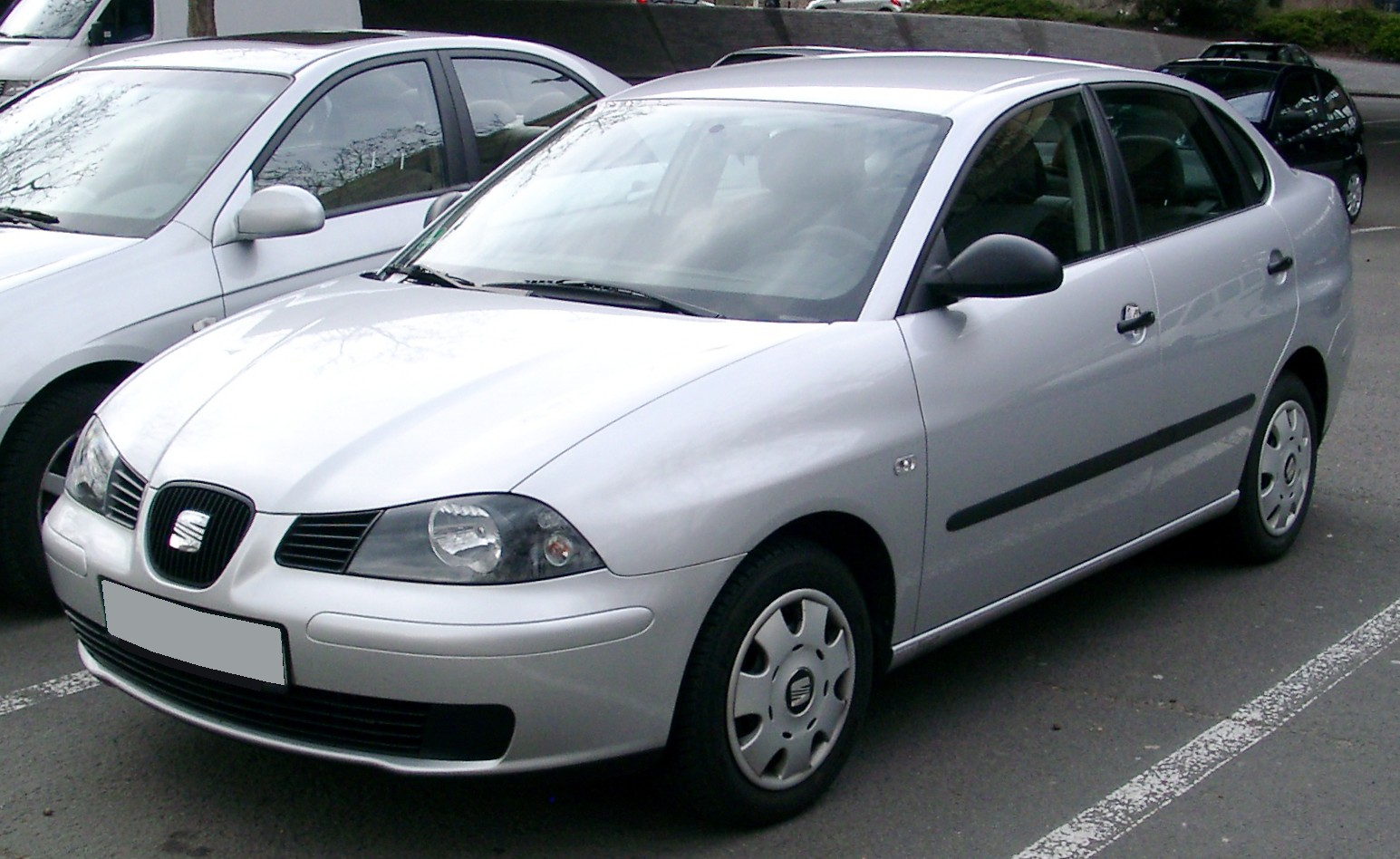
SEAT Córdoba 6L

Друге покоління Córdoba було представлено в жовтні 2002 року разом з новим поколінням Ibiza. Автомобіль був представлений лише як чотиридверний седан.
Спочатку Córdoba була представлена в комплектаціях Stella, Signo та Sport. Комплектація Stylance була додана в 2004 році, а з 2006 року доступна максимальна комплектація Fresh Plus.
Автомобіль оснащений досить жорсткою, але при цьому надійною підвіскою. У модифікації Sport вона ще жорсткіша, ніж у стандартних моделей - це пояснюється тим, що такі автомобілі оснащені більш потужними сайлент-блоками важелів і низкопрофільними шинами R16. У ходової попереду застосована незалежна McPherson, а ззаду - напівзалежна балка скручування. Всі версії моделі прекрасно управляються, завдяки інформативному рульовому управлінню, обладнаному електрогідропідсилювачем, що змінює ступінь посилення залежно від швидкості руху.
Стандартне оснащення автомобіля досить багате і включає у себе:
- триточкові ремені безпеки;
- ABS;
- бампера під колір кузова;
- CD;
- тканинну оббивку сидінь;
- водійську подушку безпеки;
- передні електро склопідіймачі;
- PAS;
- пасажирську подушку безпеки;
- рульове колесо з рейковим механізмом[2].

## Виробництво
| Модель                             | 1998    | 1999    | 2000   | 2001   | 2002   | 2003   | 2004   | 2005   | 2006   | 2007   | 2008   | 2009  |
| ---------------------------------- | ------- | ------- | ------ | ------ | ------ | ------ | ------ | ------ | ------ | ------ | ------ | ----- |
| SEAT Córdoba Вироблено авто за рік | 108,749 | 111,894 | 97,685 | 78,770 | 58,646 | 59,348 | 46,821 | 37,568 | 31,058 | 29,747 | 20,439 | 4,861 |